# Murailles de L'Aquila
Les murailles de L'Aquila constituent l'ancienne enceinte du centre historique de la ville de L'Aquila, dans la province de L'Aquila (Abruzzes),.
Édifiées à partir du XIIIe siècle, et encore largement conservées aujourd'hui, elles conservent plus ou moins leur forme originale malgré de nombreuses modifications dues aux effondrements (causés par de fréquents tremblements de terre) et aux démolitions à caractère urbain. Elles s'étendent au-delà de 5,5 km incorporant une superficie d'environ 157 ha destinée à contenir des dizaines de milliers d'habitants.

## Historique

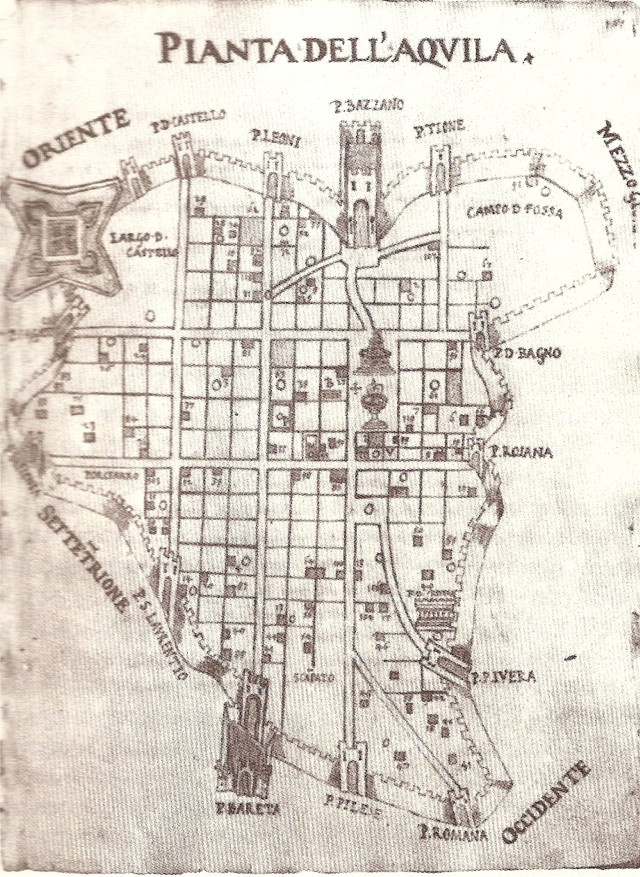
Plan de L'Aquila (Fonticulano - 1575).

Sa construction des murs a probablement eu lieu déjà après la première fondation de L'Aquila mais cela n'a pas suffi pour éviter la destruction de la ville par Manfred roi de Sicile en 1259. Après la reconstruction angevine, en 1270, un nouveau mur d'enceinte fut construit par Lucchesino da Firenze (it), qui fut également responsable de la division de L'Aquila en quatre quartiers historiques pour faciliter les travaux de fondation ; la construction peut être considérée comme achevée déjà en 1316, période pendant laquelle Leone di Cecco da Cascia était capitaine de la ville, comme en témoigne la plaque sur la Porta Barete, et représente la consécration du plan urbain angevin avec la route principale est-ouest recoupée sur la hauteur des Quatre Cantons à partir d'une route secondaire située sur l'axe nord-sud.
Anton Ludovico Antinori, dans son ouvrage Cronache Aquilane (it), décrit les murs comme alte cinque canne, larghe ben sei palmi con 86 torrioni e dodici porte che poi furono ridotte a quattro. Les quatre portes principales, situées à l'extrémité des voies longitudinales et transversales de la ville, sont probablement la Porta Barete (it) (ou di Lavareto) à l'ouest, la Porta Paganica au nord, la Porta Bazzano (it) à l'est, et la Porta Rivera au sud.

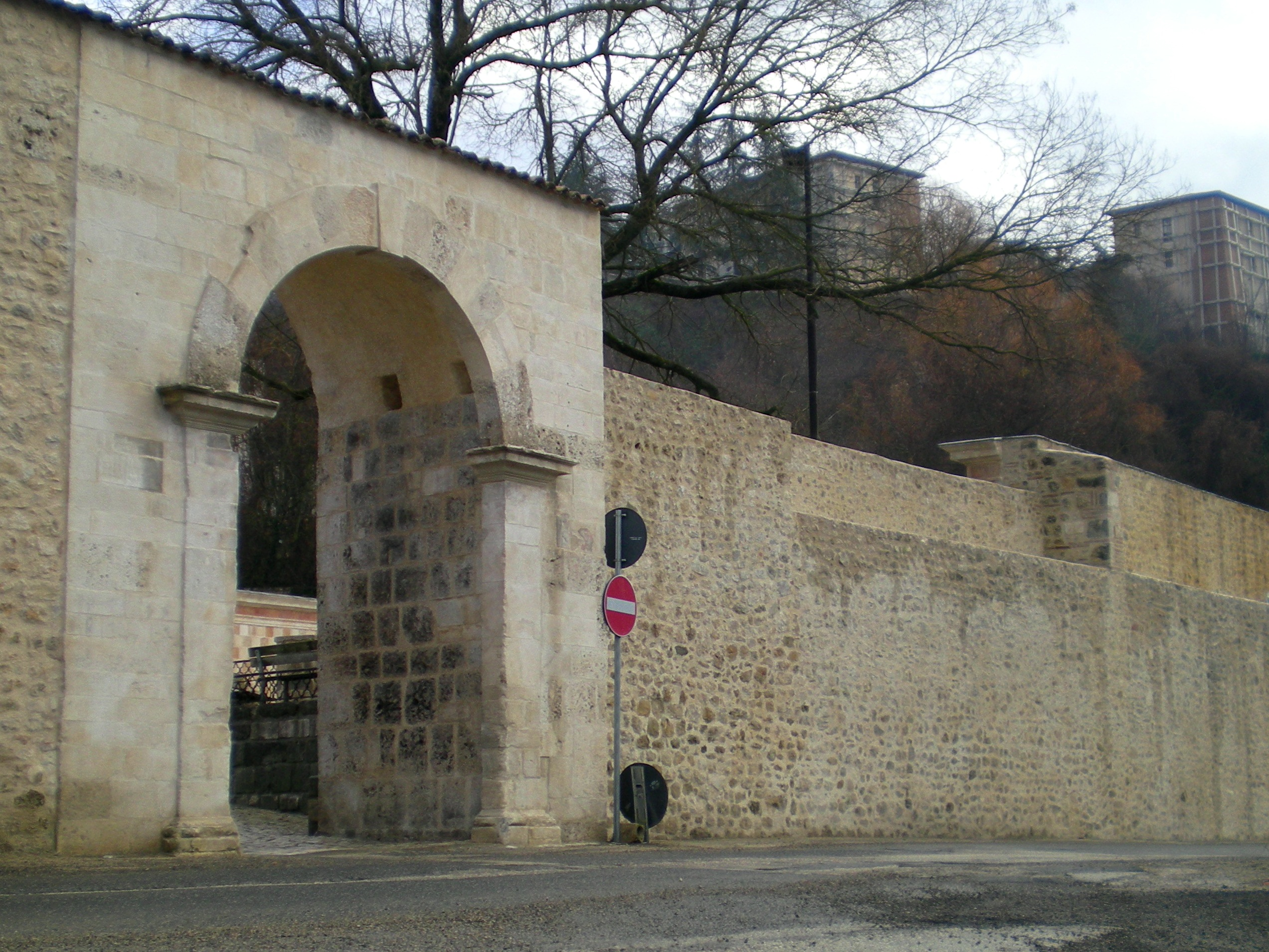
La Porta Rivera.

Les portes revêtiront une importance particulière, car elles permettront à la nouvelle ville d'interagir directement avec son paysage. Entre les XIIIe et XVIe siècles, de nouveaux débouchés furent créés en correspondance avec les principaux axes routiers, tout en limitant au maximum l'accessibilité de l'extérieur et par conséquent la défendabilité de la ville. Ainsi, au XVe siècle, les murailles de la ville purent résister à de nombreuses incursions ennemies et à de longs sièges, dont le célèbre mené par Braccio da Montone entre 1423 et 1424, qui dura plus d'un an et se termina par la victoire de L'Aquila.
Au XVIe siècle, la domination espagnole modifie l'équilibre du territoire en séparant définitivement la ville de la campagne, cette dernière étant divisée en fiefs et remise en possession par les capitaines de l'armée impériale, et contribuant à la perte d'importance de la ville. Les Espagnols réaliseront également une autre opération qui sera importante pour l'avenir de la ville : entre 1534 et 1567, ils obligeront les citoyens à détruire tout un quartier, et le tronçon de muraille correspondant, en correspondance avec les locaux de Paganica et Tempera pour la construction du Fort espagnol qui entraînera également la fermeture de la Porta Barisciano (plus tard remplacée par la Porta Castello) et sa démolition ultérieure.

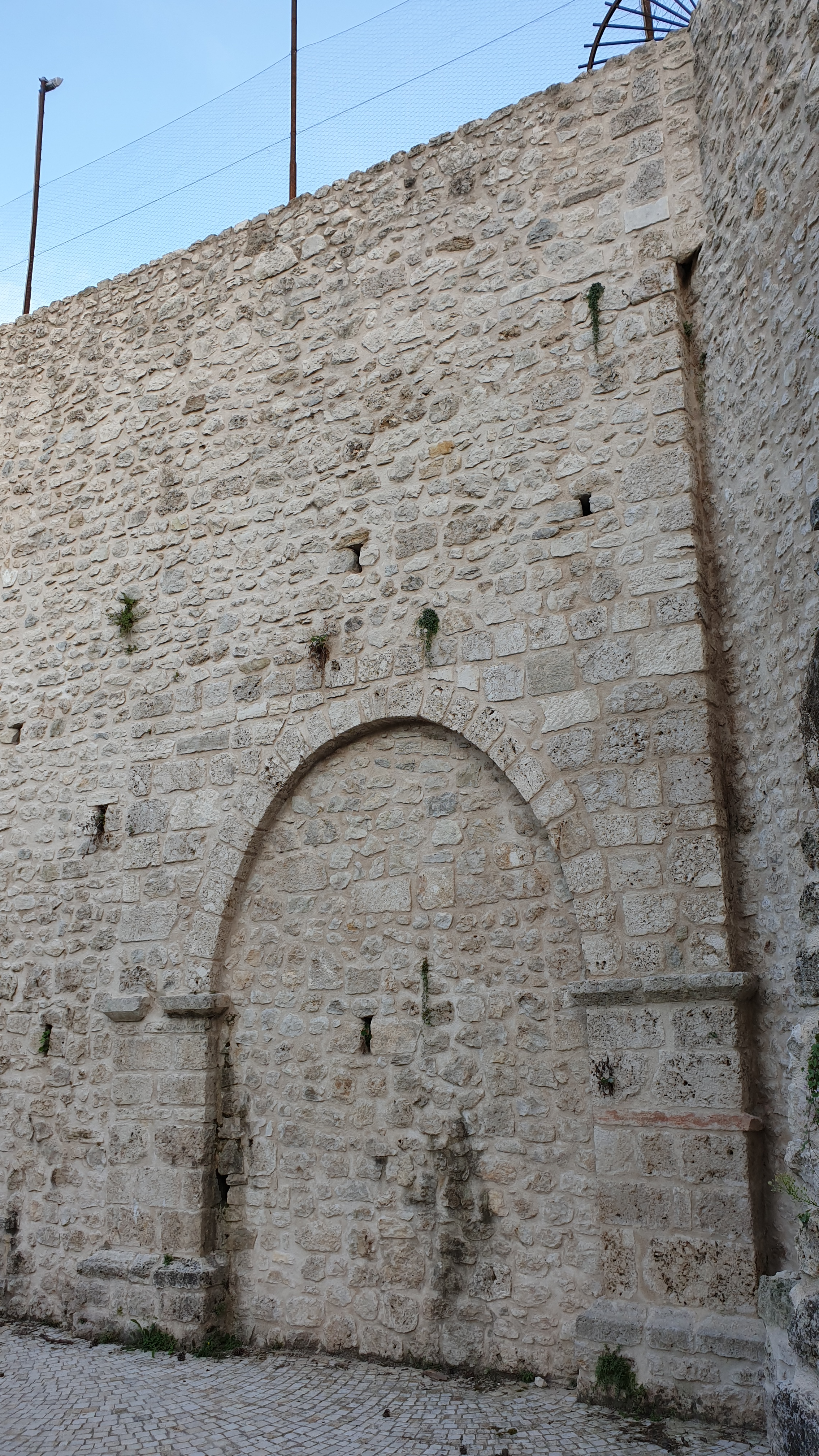
La Porta San Lorenzo.

Le plan urbain d'origine, entre-temps, s'est lentement modifié vers le cadre cardo-decumanus d'inspiration Renaissance, accentué par le processus de polarisation urbaine créé à la suite de la construction de la forteresse ; les nombreux plans élaborés aux XVe, XVIe et XVIIe siècles tendaient à attribuer une plus grande importance à l'axialité orthogonale de certaines rues par rapport à l'irrégularité des rues d'origine médiévale.
Le point culminant de ce développement eut lieu en 1820 avec la construction de la Porta San Ferdinando (nommée en l'honneur de Ferdinand II des Deux-Siciles, aujourd'hui Porta Napoli) et démarrant également la construction d'une partie de la ville intérieure qui restait jusqu'alors dépourvue de bâtiments. À la fin du XIXe siècle, cependant, le développement industriel et infrastructurel de la zone proche du fleuve Aterno-Pescara a conduit à l'ouverture d'une nouvelle porte, la dernière construite dans les murs de la ville, en correspondance avec la gare.
Ayant abandonné leur fonction défensive, les murailles exercèrent longtemps, au moins jusqu'au milieu du XXe siècle, une fonction administrative et fiscale avec un droit sur les marchandises qui s'acquittait à toutes les portes d'entrée de la ville et dont ces dernières étaient fermées pendant la nuit.

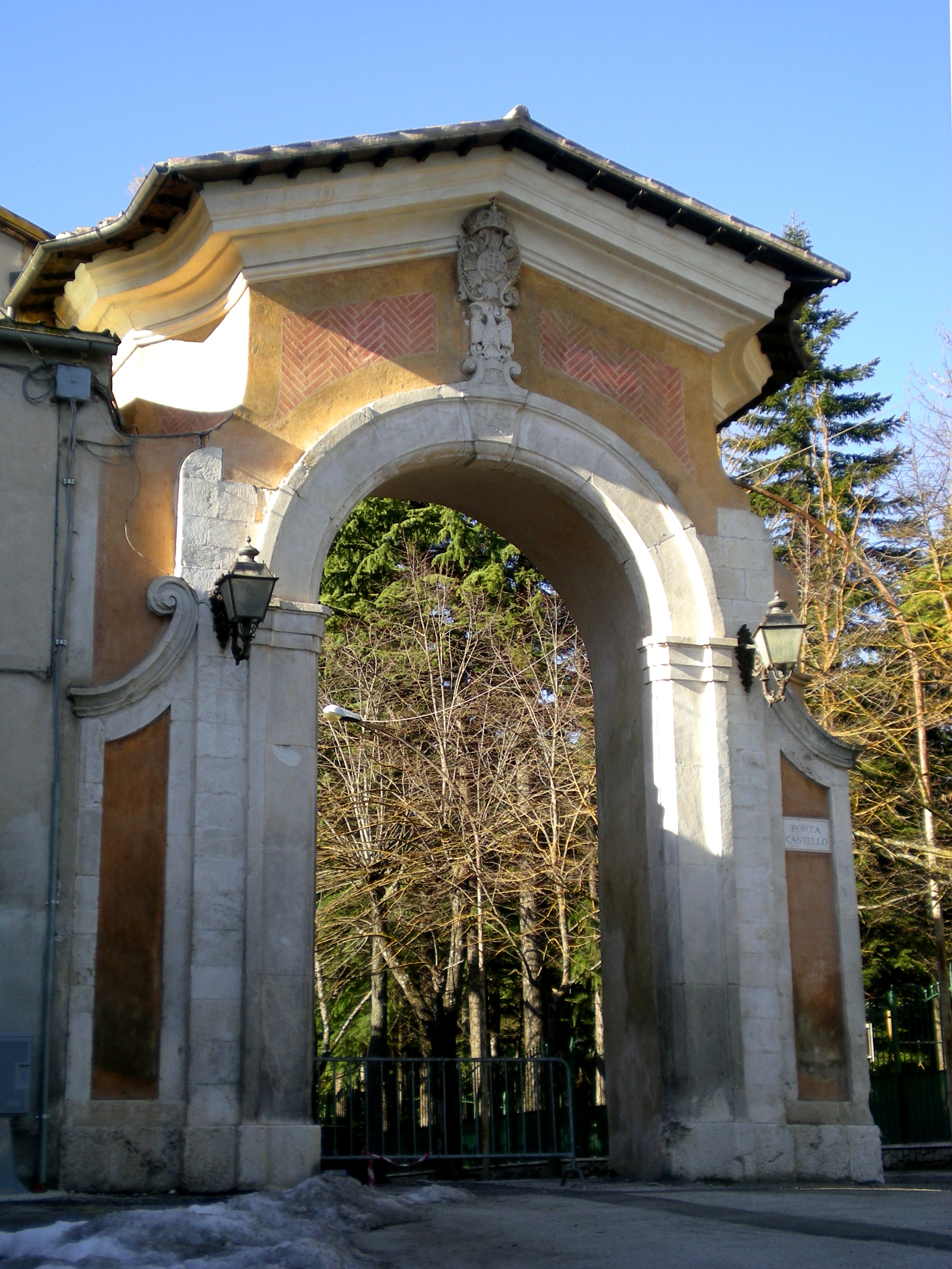
La Porta CAstello.

En outre, jusqu'au XIXe siècle, L'Aquila était restée bien à l'intérieur de ses murs urbains conçus des siècles plus tôt et conservés presque intacts ; ce n'est qu'entre la fin du XIXe et le début du XXe siècle qu'un urbanisme a été réalisé, ce qui a conduit à la destruction de certaines sections des murs, comme la partie proche du Fort Espagnol  pour la construction d'un complexe sportif suivi, quelques années plus tard, d'une fontaine monumentale.
À la suite du séisme du 6 avril 2009 à L'Aquila, certaines parties des murailles de la ville, notamment près de la Porta San Lorenzo, de la Porta Roiana et de la Porta Rivera, se sont effondrées ; la Porta Bazzano et la Porta Castello ont été endommagées et réparées par la suite. Dans le cadre des travaux de reconstruction post-séisme, d'importantes découvertes ont eu lieu dans la partie ouest des murs, en particulier dans la correspondance avec la Porta Barete, où se trouvaient les restes de la Porta di Poggio Santa Maria.
En décembre 2015, 80 % des murs avaient été reconstruits. La Porta Napoli, en particulier, a subi d'importants travaux de restauration et toute la promenade de l'enceinte fortifiée a été équipée d'un système d'éclairage nocturne.

## Galerie

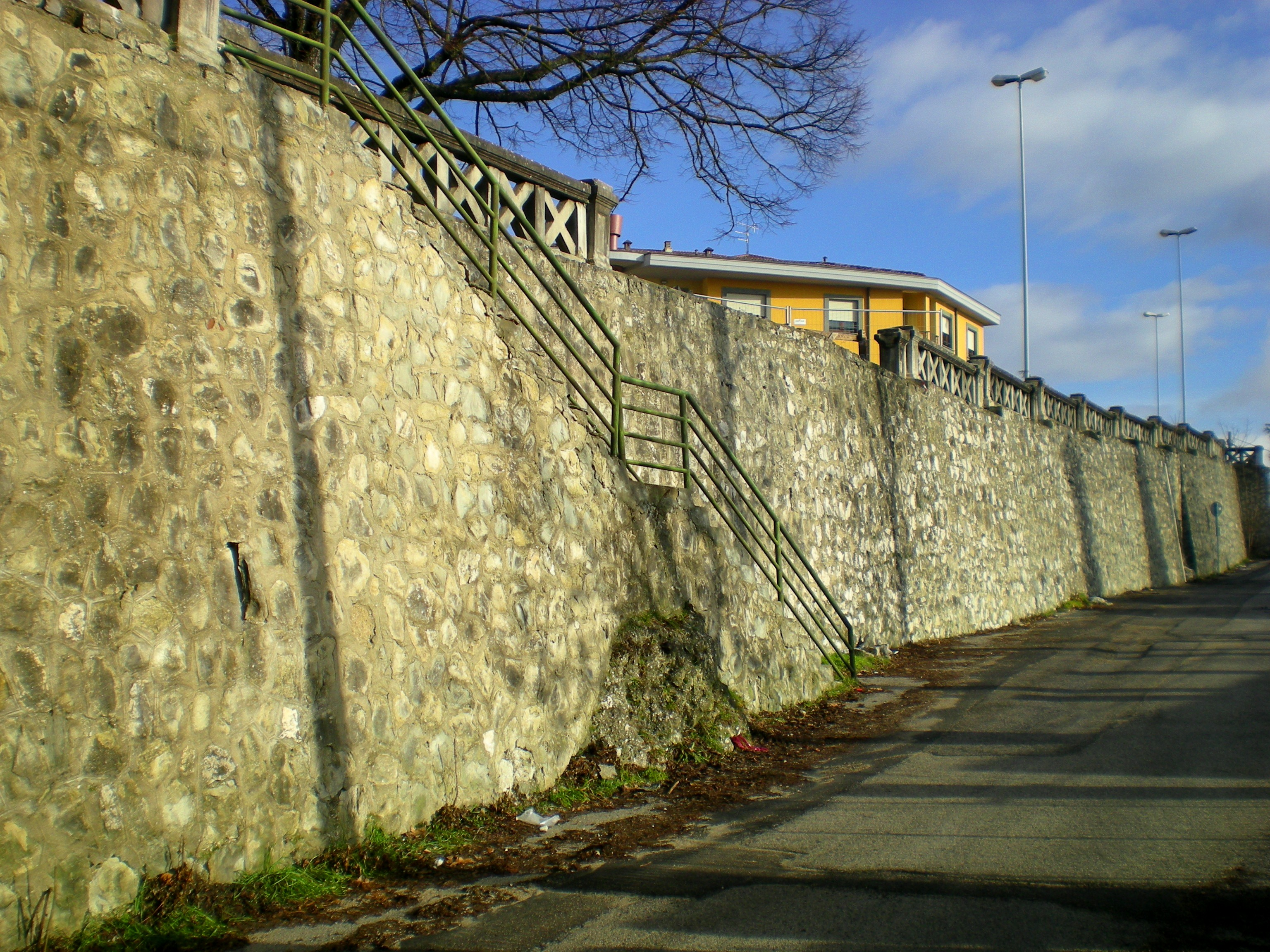
Près de la Porta Napoli.
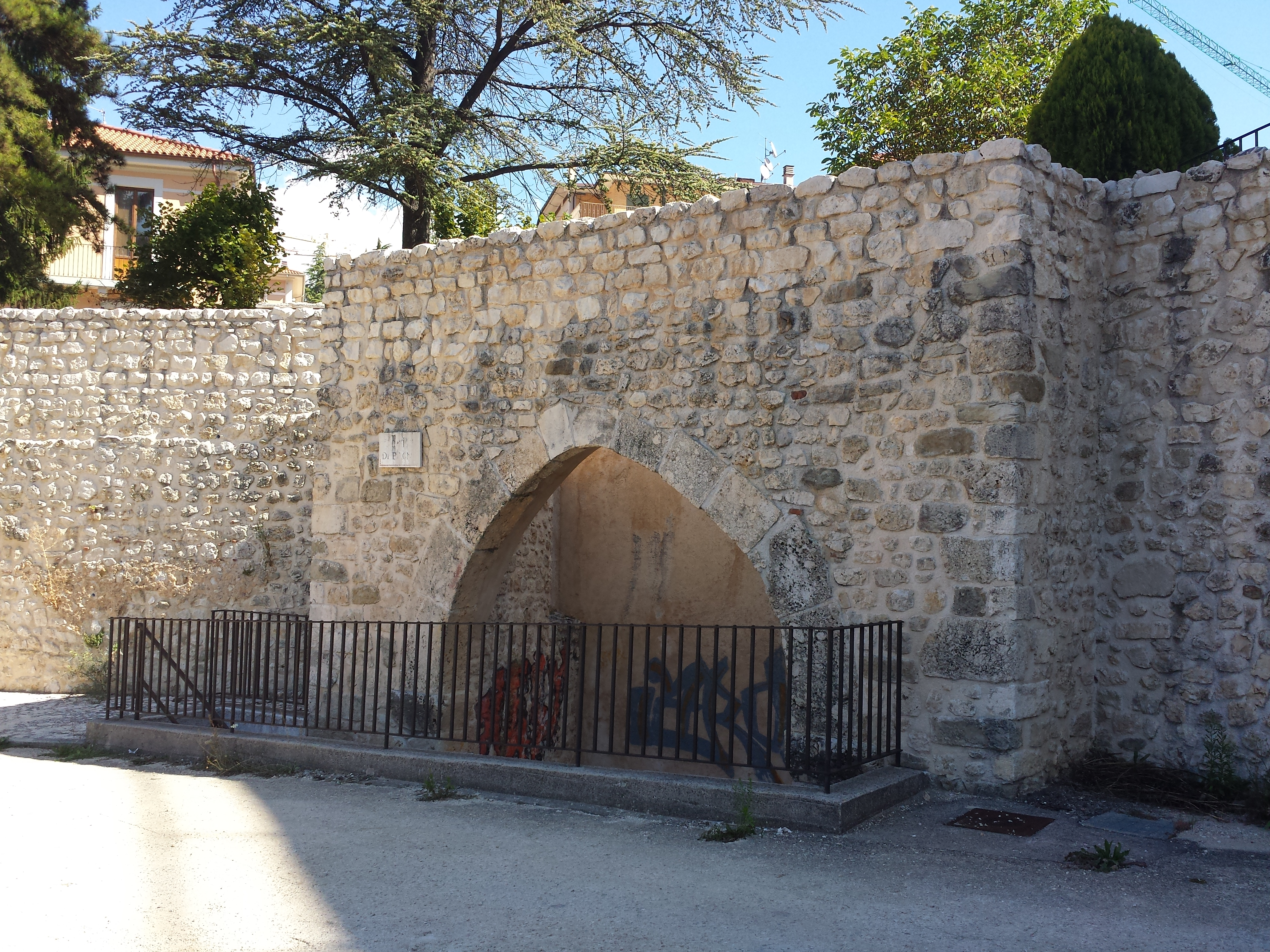
La Porta di Bagno.
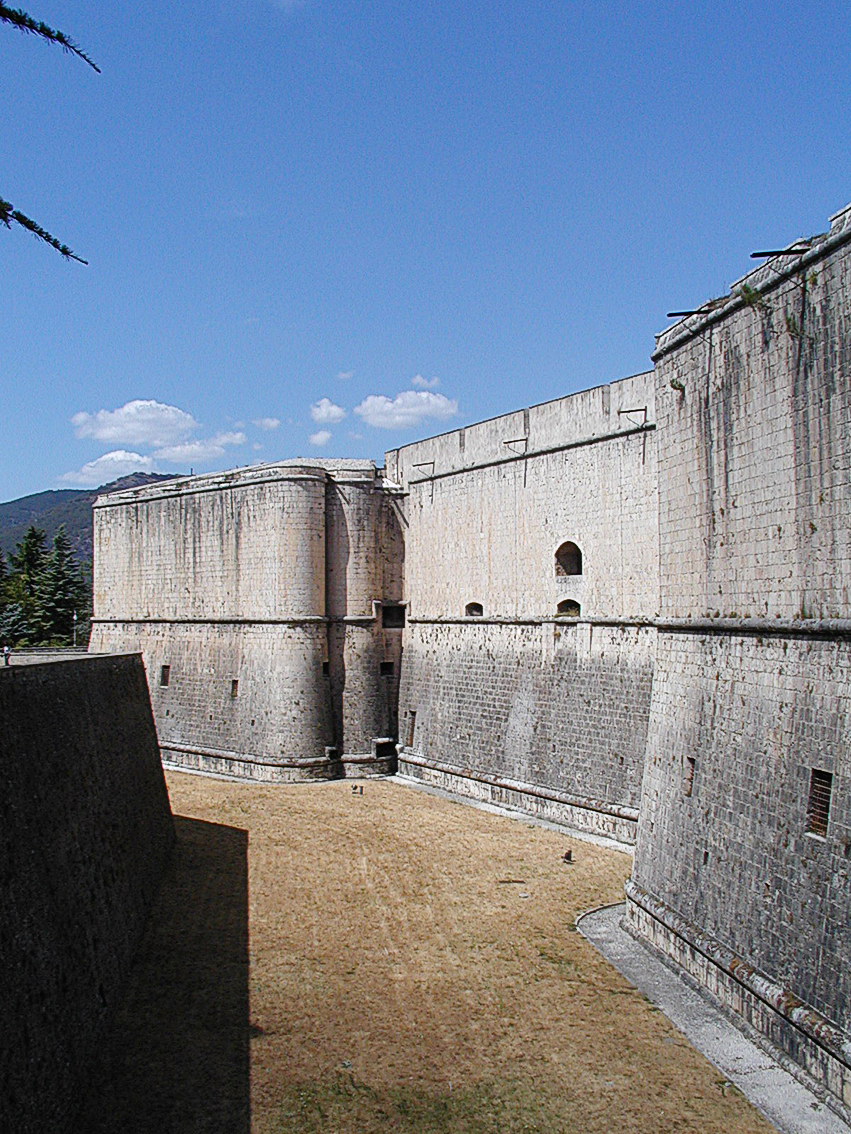
Bastion et douves du Fort espagnol.

### Articles externes
- (it) Mura civiche aquilane - Site Catalogo generale dei Beni Culturali